# Yuanjiang
Yuanjiang (沅江市S, Yuánjiāng ShìP) è una città-contea della Cina, situata nella provincia di Hunan e amministrata dalla prefettura di Yiyang.